# UFC 48
UFC 48: Payback foi um evento de artes marciais mistas promovido pelo Ultimate Fighting Championship, ocorrido em 19 de julho de 2004 no Mandalay Bay Arena em Paradise, Nevada. O evento foi transmitido ao vivo no pay-per-view e depois vendido via DVD.
O evento contou com a disputa do Cinturão Peso Pesado do UFC entre Tim Sylvia e Frank Mir, outros competidores de destaque no evento foi a revanche entre Kimo Leopoldo e Ken Shamrock.

## Resultados
Nota 1 Pelo Cinturão Peso-Pesado do UFC.